# Arabe sicilien
L'arabe sicilien était un dialecte arabe parlé entre le Xe et le XIIe siècle en Sicile, en Calabre, à Pantelleria et aux îles Kerkennah, petit archipel proche de la côte tunisienne. Appelé en arabe siqili ou sqili (de Siqiliya, nom arabe de l'île), il fait avec le maltais, dont il était très proche, partie des langues dites siculo-arabes, rattachées à l'arabe maghrébin.

## Histoire chrono-culturelle de l'arabe sicilien

### Conquête aghlabide de la Sicile
Au tout début du VIIIe siècle, les empereurs byzantins contrôlent, avec la Sicile et Malte, la rive nord du passage entre les bassins oriental et occidental de la Méditerranée.
Les Aghlabides de l'Ifriqiya, ambitionnant de faire de la Méditerranée un « lac musulman » ouvert au commerce arabe, attaquent Constantinople — mais échouent après un an de siège —, puis la Sicile. Ils doivent renoncer pour faire face à des révoltes berbères en Afrique du Nord. Finalement la conquête de l'île aura lieu au IXe siècle et sera particulièrement longue (827-902).
À la suite de cette conquête, un mouvement d'immigration arabo-berbère peuple les vallées fertiles de la Sicile. Ce sont ces colons qui apportent la langue arabe en Sicile. Elle s'enrichit au contact de la population sicilienne pour acquérir des traits caractéristiques propres qui en feront une langue distincte de celle parlée en Ifriqiya et devenir peu à peu l'arabe sicilien ou siquili.

### Derniers arabophones de Sicile sous les Normands et autres dirigeants européens
Un siècle après la conquête normande de la deuxième moitié du XIe siècle, un grand nombre de paysans arabophones subsistent, notamment dans la partie nord-occidentale de l'île, appelée Mazara del Vallo (vallée de Mazara), région la plus proche géographiquement de la Tunisie. Ibn Djubayr, intellectuel originaire d’Al Andalus, dans un récit de voyage de 1184, précise que les musulmans constituent une communauté autonome ayant ses propres lois et vivant à l’écart des chrétiens. En effet, les musulmans exercent librement leur culte, possèdent une grande mosquée, de petites mosquées servant d’écoles coraniques, et un tribunal présidé par un cadi, c’est-à-dire un juge religieux. Les rois normands ont appliqué aux musulmans de l'île des conditions semblables à celles du statut de dhimmi, que les musulmans appliquaient aux juifs et chrétiens quand ils dirigeaient l'île. À savoir contre des taxes, une certaine acceptation de leur présence et de leur croyance dans l'île.
Dans les années 1220, une révolte est lancée par un dénommé Ibn ‘Abbad (Mirabetto) à Iato et Entella contre l'empereur Frédéric II qui fait déporter les révoltés à Lucera en Italie. Entre 1243 et 1245 d'autres révoltés musulmans sont déportés à Lucera. 
L'arabe demeure jusqu'au début du XIVe siècle la langue maternelle de certains chrétiens siciliens mais, à partir de 1330, il est abandonné par ces chrétiens et devient une particularité exclusivement juive. Les fortes migrations au XIIIe siècle de Juifs du Maghreb vers la Sicile renforcèrent certainement l'arabophonie.
Les dirigeants chrétiens de l'île mirent en place une politique de latinisation progressive dans les divers domaines de la société, contribuant ainsi à l'abandon et à la disparition inéluctable de l'arabe sicilien comme langue vernaculaire et véhiculaire au profit du latin pour l'écrit et d'un dialecte roman qui a posé les bases du dialecte sicilien actuel. En parallèle de la latinisation de l'île, il faut remarquer que jusqu'à nos jours, le dialecte sicilien comprend de nombreux mots d'origine arabe (agriculture, gastronomie...) car si les lettrés insulaires adoptèrent le latin, la majorité de la population qui eut le dialecte roman comme idiome maintenait l'usage d'un lexique, restreint mais vivant, issu du dialecte arabe insulaire.

### Comparaison du maltais avec le siculo-arabe
La langue maltaise fait partie avec l'arabe sicilien, ou siqili, du groupe des langues siculo-arabes.
| Maltais  | Sicilien    | Français           |
| -------- | ----------- | ------------------ |
| bebbuxu  | babbaluciu  | escargot           |
| kapunata | caponata    | ratatouille        |
| ġiebja   | gebbia      | citerne            |
| ġunġlien | giuggiulena | graine de sésame   |
| qassata  | cassata     | gâteau au fromage  |
| saqqajja | saia        | canal d'irrigation |
| farfett  | farfala     | papillon           |
| tebut    | tabbutu     | cercueil           |
| zahar    | zagara      | fleur              |
| zokk     | zuccu       | tronc d'arbre      |
| żagħfran | zaffarana   | safran             |
| żbib     | zibbibbu    | raisin             |

## Toponymes
Il existe en Sicile de nombreux toponymes d'origine arabe :
Alcàntara : dérive d'al-qantar (arc ou pont, un toponyme identique est situé en Espagne)
Alia dérive de yhale (avenue, toponyme identique est enregistré en Espagne)
Les toponymes dérivant de qalʾat (قَلْعَة) qui signifie château ou forteresse :
Calascibetta, Qal'at Sabita " Forteresse imprenable"
Calatabiano, Calatafimi, Caltabellotta,
Caltagirone, Qal'at Jiran : "Chateaux contigus"
Caltanissetta, Qal'at Nissa " Chateau des femmes "
Caltavuturo : Qal'at Abu Thawr " Chateau de l'émir Abu Thawr"
Marsala da Marsa Allāh (port de Dieu)
Marzamemi da marsa (port)
Ceux dérivant de gebel (montagne) Mongibello (surnom donné à l'Etna, la montagne), Gibellina, 
Gibilmanna "Montagne regorgeant de manne", Gibilrossa 
Toponymes issus de da rahl (hébergement, quartier, lieu de villégiature)
Racalmuto Rahl - al Mawt :" lieu de mort"
Regalbuto, Ragalna, Regaleali 
Giarre, Giarratana da giarr (récipient ou pot en terre cuite)
Misilmeri, de Menzel-el-Emir (village de l'émir)
Mezzojuso, par Menzel Yusuf: Casali di Yusuf
Donnalucata, d'Ayn-Al-Awqat (minerai de fonte)
Mazara del Vallo, de Mazar (tombe, enterrement d'un homme pieux)

## Textes relatifs à l'arabe sicilien
Le Tatqīf al-Lisān d'Ibn Makkī, traité écrit au XIe siècle afin de corriger les erreurs de langage des arabophones siciliens et correspondant à la tradition du lahn al-'āmmah. Ouvrage de qualité qui apporte un vocabulaire précis reflétant la langue arabe parlée dans la Sicile médiévale par certaines populations.
Henri Bresc, Arabes de langue, Juifs de religion : L'évolution du judaïsme sicilien dans l'environnement latin, xiie-xve siècles, 2001, Paris, Éditions Bouchène, 349 p.
Roma, Loescher, 1910. Revue des langues romanes.

## Personnages célèbres parlant l'arabe sicilien
Ibn Rashiq (1000-1070), célèbre linguiste arabe né à M’sila, alors sous domination du califat Fatimide. Il officia à Kairouan puis à Mahdia dans l’actuelle Tunisie mais il décida de s'enfuir en Sicile, sa situation devenant moins sûre en Ifriqiyya. Il figure sur les billets de 50 dinar tunisien.
Ibn Al Birr (Abû Bakr Muhammad Ibn Ali), lexicographe et philosophe arabe né en Sicile à la fin du Xe siècle. Il étudia à Alexandrie et à Mahdia en Tunisie, puis il revint sur l’île à la fin de la période kalbite, dernière dynastie arabe en Sicile et intimement liée aux Fatimides du Caire.
Ibn Hamdis (Noto 1056 - Majorque 1133), célèbre poète arabe également né en Sicile. Ayant étudié dans la ville de Palerme, il sera néanmoins contraint de quitter son île natale. En effet, la chute de l'émirat arabe des Kalbites en 1091, le conduira à fuir dans la région d’Al-Andalus où il finira sa vie. 
Jawhar al-Siqilli (911-992 Le Caire), général arabe sicilien qui permit l’extension du califat fatimide en participant à la conquête de la totalité du nord de l'Afrique, ainsi qu’à celle de la Syrie et la Palestine, il est considéré comme le fondateur de la ville du Caire et de sa célèbre Grande mosquée al-Azhar.

## Code
- Code de langue IETF : sqr